# Stig Hjalmars
Stig Hjalmars född 10 november 1917 i Johannes församling, Stockholm, död 22 mars 2006 i Lidingö, var en svensk teoretisk fysiker. Han var son till rektorn och läroboksförfattaren Hjalmar Olson och dennes hustru Maja, född Fahlén. 
Han studerade vid Stockholms högskola och disputerade där för fil.dr. grad i mekanik 1949. Han blev docent vid Stockholms högskola 1949, arbetade som lektor vid Solna högre allmänna läroverk från 1952 till 1956, då han tillträdde en tjänst som laborator i mekanik vid Kungliga tekniska högskolan i Stockholm. Han blev biträdande professor 1969 och var professor i samma ämne 1979–1983. 
Stig Hjalmars forskning var inom områdena kvantmekanik, gravitationsteori och mekanik. Han skrev läroböcker för universitet och gymnasium, de senare tillsammans med sin far. Under tiden 1965–1970 var han förste vice ordförande i Universitetslärarförbundet.
Stig Hjalmars var från 1952 gift med Inga Fischer-Hjalmars (1918–2008), professor i teoretisk fysik vid Stockholms universitet. Han var tredje opponent vid sin blivande hustrus disputation 1952 och avslutade sin opposition med att fria till henne. Händelsen rapporterades i dagspressen, bl.a. i Aftontidningen, spreds av internationella nyhetsbyråer och återges för närvarande bäst i den digitaliserade versionen  av en nordnorsk lokaltidning..